# Stazione meteorologica di Todi
La stazione meteorologica di Todi è la stazione meteorologica di riferimento per la località di Todi.

## Coordinate geografiche
La stazione meteorologica si trova nell'area climatica dell'Italia centrale, nell'Umbria, in provincia di Perugia, nel comune di Todi, a 411 metri s.l.m. e alle coordinate geografiche 42°47′N 12°25′E.

## Dati climatologici
In base alla media trentennale di riferimento 1961-1990, la temperatura media del mese più freddo, gennaio, si attesta a +4,6 °C; quella del mese più caldo, luglio, è di +22,8 °C.
Le precipitazioni medie annue si aggirano agli 800 mm, mediamente distribuite in 88 giorni, con un minimo relativo in estate ed un picco in autunno .
| Todi                | Mesi | Mesi | Mesi | Mesi | Mesi | Mesi | Mesi | Mesi | Mesi | Mesi | Mesi | Mesi | Stagioni | Stagioni | Stagioni | Stagioni | Anno |
| Todi                | Gen  | Feb  | Mar  | Apr  | Mag  | Giu  | Lug  | Ago  | Set  | Ott  | Nov  | Dic  | Inv      | Pri      | Est      | Aut      | Anno |
| ------------------- | ---- | ---- | ---- | ---- | ---- | ---- | ---- | ---- | ---- | ---- | ---- | ---- | -------- | -------- | -------- | -------- | ---- |
| T. max. media (°C)  | 8,5  | 10,7 | 13,8 | 17,3 | 22,2 | 26,4 | 29,8 | 29,4 | 25,2 | 19,5 | 13,3 | 8,9  | 9,4      | 17,8     | 28,5     | 19,3     | 18,8 |
| T. min. media (°C)  | 0,7  | 1,8  | 3,5  | 6,2  | 10,0 | 13,6 | 15,8 | 15,6 | 13,2 | 9,0  | 5,0  | 1,3  | 1,3      | 6,6      | 15,0     | 9,1      | 8,0  |
| Precipitazioni (mm) | 60   | 66   | 59   | 67   | 65   | 52   | 35   | 43   | 72   | 99   | 118  | 69   | 195      | 191      | 130      | 289      | 805  |
| Giorni di pioggia   | 8    | 8    | 8    | 9    | 7    | 7    | 4    | 5    | 6    | 8    | 10   | 8    | 24       | 24       | 16       | 24       | 88   |